# Rolfodon
Rolfodon ludvigseni
Genre
Espèce
Rolfodon est un genre fossile de requins du Miocène. L'espèce type est Rolfodon ludvigseni et selon Paleobiology Database en 2022, ce genre a sept espèces soit Rolfodon bracheri, Rolfodon goliath, Rolfodon keyesi, Rolfodon landinii, Rolfodon ludvigseni, Rolfodon tatere et Rolfodon thomsoni,

## Présentation
Le genre Rolfodon et l'espèce Rolfodon ludvigseni ont été publiés en 2019 par Henri Cappetta,.

## Répartition
Les fossiles découverts se trouvent dans les pays suivants : Équateur, Nouvelle-Zélande et Canada (Colombie-Britannique).

## Publication originale
- (en) Henri Cappetta, Kurt Morrison et Sylvain Adnet, « A shark fauna from the Campanian of Hornby Island, British Columbia, Canada: an insight into the diversity of Cretaceous deep-water assemblages », Historical Biology: An International Journal of Paleobiology, vol. 33, no 8,‎ 2019, p. 1121–1182 (DOI 10.1080/08912963.2019.1681421)